# Dundo
Dundo ist die Hauptstadt der angolanischen Provinz Lunda Norte. Überregional bekannt ist das Museum von Dundo.

## Geschichte
Die ursprünglich hier lebenden Pygmäenvölker wurden bis 400 n. Chr. endgültig durch Bantu verdrängt.
Nachdem 1912 in der Region Diamanten gefunden wurden, gründete sich 1917 die Diamang. Das Diamantenunternehmen gründete mit der Errichtung von Unterkünften und ersten Verwaltungseinrichtungen dabei die Ortschaft Dundo. Nach der Unabhängigkeit Angolas 1975 erlangte die Regierung im Verlauf des Angolanischen Bürgerkriegs (1975–2002) 1986 die Kontrolle über die Diamantengebiete in Lunda und ersetzte die frühere Diamang durch das staatliche Unternehmen Endiama. Bereits 1978 war der frühere Distrikt Lunda in die heutigen Provinzen Lunda Norte und Lunda Sul geteilt worden, Lucapa wurde Hauptstadt der Provinz Lunda Norte. 2009 begann die Umsetzung der Pläne, Dundo zur Hauptstadt der Provinz auszubauen. 2013 löste Dundo dann Lucapa als Regierungssitz der Provinz ab. In vier Aufbauphasen soll der Bau von 20.000 Wohnungen realisiert werden. Ende 2014 waren davon 5000 fertiggestellt.

## Das Museum von Dundo
Auf eine Initiative der Diamang-Leitung 1936 und auf Basis der Sammlung des Angola-Kenners José Redinha wurde 1942 das Museu Etnológico in Dundo gegründet, das sich der Geschichte und Kultur der Ethnien im Osten Angolas widmete. Es beherbergt auch die 1018 Objekte der ethnographischen Sammlung aus Südwest-Angola des Ethnologen Hermann Baumann, die er bei seiner Forschungsreise 1954 erworben hatte. Nach der Unabhängigkeit 1975 ging das Museum 1976 in den Besitz der Regierung Angolas über.
Im Verlauf des Angolanischen Bürgerkriegs (1975–2002) erfuhr das Museum eine starke Vernachlässigung, so dass es 2004 geschlossen werden musste. Es folgten Renovierungsarbeiten und Umstrukturierungen, finanziert durch das staatliche Diamantenunternehmen Endiama und in Zusammenarbeit mit dem Kulturministerium, der Provinzregierung von Lunda Norte und der portugiesischen Universität Coimbra, u. a. Im August 2012 wurde das Museum als Museu Regional do Dundo neu eröffnet.
Bekannt ist es insbesondere für seine Sammlung von Objekten der Lunda- und Chokwe-Ethnien. Als größte Attraktion unter dem etwa 10.000 Stücke zählenden Fundus gilt die Maske der Mwana Pwo (Junge Frau). Aber auch die regionale Urgeschichte, die historische Verbindung der Region zur Diamantenförderung, und die Repression während der portugiesischen Kolonialverwaltung sind Gegenstand der zwölf verschiedenen Dauerausstellungen des Museums. In den weiteren zweien der vierzehn Ausstellungsräumen werden Wechselausstellungen gezeigt.

## Sport
Der Fußballverein Grupo Desportivo Sagrada Esperança ist in Dundo beheimatet. Er spielt in der höchsten Spielklasse Angolas, dem Girabola (Stand 2014). Seine Heimspiele trägt er im 3000 Zuschauer fassenden Estádio Quintalão aus, auch Estádio Sagrada Esperança genannt. 1988 und 1999 konnte der GD Sagrada Esperança den Landespokal gewinnen, die Taça de Angola, bevor er 2005 erstmals die Landesmeisterschaft errang.

## Verwaltung
Dundo ist Sitz der Gemeinde (Comuna) Luachimo im Kreis (Município) von Chitato, in der Provinz Lunda Norte. Es ist zudem die Hauptstadt der Provinz. 
Zu den Ortschaften der Gemeinde Luachimo gehören u. a. Samakaka, Camakenzo, Bairro Norte, Bairro Estufa und Bairro Sul, die zum Teil Stadtviertel Dundos sind.
Im Jahr 2018 wurde in Dundo ein Wasserversorgungsnetz für 120.000 Einwohner geplant.

## Söhne und Töchter der Stadt
- Diana Andringa (* 1947), portugiesische Journalistin, Autorin und Dokumentarfilmerin
- Wanda Ramos (1948–1998), portugiesische Schriftstellerin und Übersetzerin
- José Raposo (* 1963), portugiesischer Schauspieler